# Альфонсо IV (король Арагона)
Альфонсо IV Кроткий (исп. Alfonso el Benigne; 2 ноября 1299, Неаполь — 24 января 1336) — король Арагона, король Валенсии, граф Барселоны (1327—1336), сын короля Хайме II и Бланки Сицилийской.

## Биография
Альфонсо стал наследником арагонского престола после того, как его старший брат Хайме ушёл в монастырь. Ещё будучи наследником, в 1323—1324 годах Альфонсо окончательно завоевал Сардинию, права на которую были даны римским папой его отцу Хайме II, и успешно отразил нападение генуэзцев на Сассари. В 1330 году на Сардинии вспыхнуло восстание, а на следующий год арабы осадили Альмерию и Эльче. Впоследствии Альфонсо постоянно приходилось вести войну на два фронта: в Каталонии и Сардинии.
Одно время он пытался разделить государство на две части, выделив земли Валенсии в маркизат Тортосу, но дворяне воспротивились этому шагу, и Альфонсо отменил своё решение. Однако он дал своей второй жене Элеоноре Кастильской много замков и территорий, что позволило ей после смерти мужа начать войну с пасынком Педро.